# 893년

## 연호
- 당(唐) 경복(景福) 2년
- 일본(日本) 간표(寛平) 5년

## 기년
- 당(唐) 소종(昭宗) 5년
- 신라(新羅) 진성여왕(眞聖女王) 7년
- 발해(渤海) 대현석(大玄錫) 23년
- 후백제(後百濟) 견훤(甄萱) 2년

## 사건
- 간표의 한구.

## 탄생
- 프랑크의 루트비히 4세, 동프랑크 왕국의 마지막 카롤링 가문의 왕